# إنديانابوليس 500 سنة 1976
سباق إنديانا بوليس -500 ميل 1976 أقيم في حلبة إنديانابوليس موتور سبيدواي في 30 مايو 1976 وفاز في السباق جوني رذرفورد من فريق ماكلارين بمتوسط سرعة 148.725 ميل/س (239.350 كم/س).
وكان أول المنطلقين جوني رذرفورد بسرعة 188.957 ميل/س (304.097 كم/س).